# Klosterbach (Varreler Bäke)
Der Klosterbach ist ein 41,8 km langer, linksseitiger bzw. südlicher Zufluss der Ochtum im Flusssystem der Weser. Er fließt fast ausschließlich im Landkreis Diepholz (Niedersachsen, Deutschland) und hat ein Einzugsgebiet von rund 250 km².

## Verlauf
Die Quelle des Klosterbachs befindet sich im Geestmoor nördlich von Scholen in der Samtgemeinde Schwaförden; das Naturschutzgebiet Geestmoor wurde 2009 um den Oberlauf des Klosterbachs zum Naturschutzgebiet Geestmoor-Klosterbachtal erweitert. 
Im südlichen Teil des Naturschutzgebietes, dem Geestmoor, befindet sich eine Pseudobifurkation: Während der Klosterbach in nördlicher Richtung zur Ochtum fließt, entspringt dem gleichen Moor die Kleine Aue, die in südlicher Richtung zur Großen Aue fließt.
Vom Geestmoor aus fließt der Klosterbach in nördlicher Richtung westlich an Neuenkirchen vorbei und unterquert kurz vor Bassum, woran er ebenfalls westlich vorbeifließt, die B 51. Der Bach folgt ab Bassum dem sog. „Klosterbachtal“ und fließt östlich vorbei an Kirchseelte (Samtgemeinde Harpstedt) sowie westlich an Stuhr-Heiligenrode und östlich an Stuhr-Groß Mackenstedt, wo er die B 322 unterquert. Wenig weiter unterquert er die Autobahn A 1 und ab Stuhr-Varrel (Tölkenbrück) wird der Klosterbach Varreler Bäke genannt. Kurz nach dem Zusammenfluss mit der Pultern verlässt der Klosterbach schließlich den Landkreis Diepholz und stellt auf den letzten rund 4 km die Grenze zwischen Bremen (Stadtteile Huchting und Strom) und Niedersachsen (Stadt Delmenhorst) dar. Auf diesem Abschnitt unterquert er die vierspurige B 75 und die Bahnstrecke Bremen–Oldenburg, bis er schließlich als linker Nebenfluss in die Ochtum mündet.

## Wassermühlen

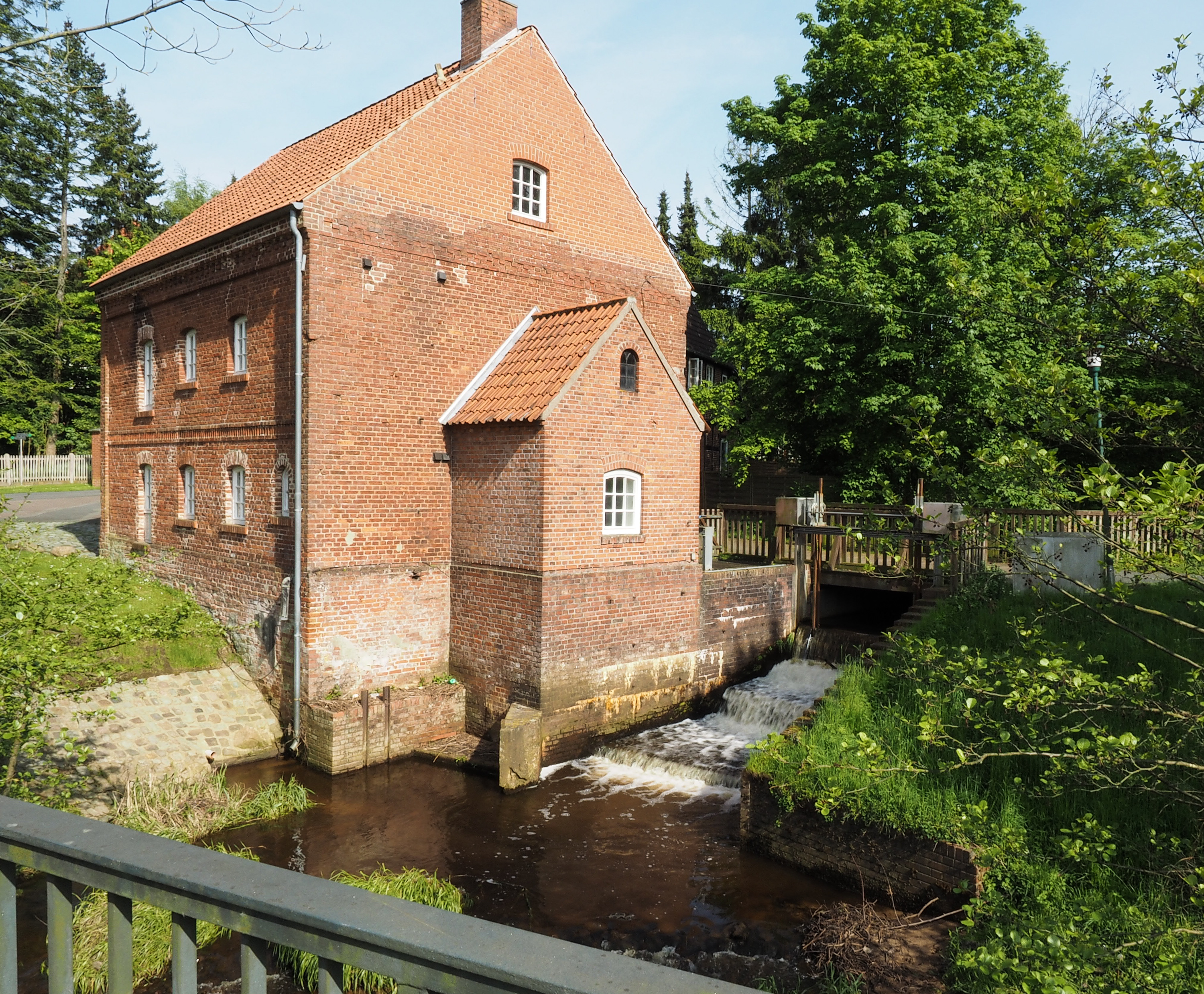
Stiftsmühle Bassum

Wassermühlen stehen in Bassum (Stiftsmühle Bassum von 1881), Stuhr-Heiligenrode (Wassermühle Heiligenrode von 1843) und in Stuhr-Varrel auf Gut Varrel von 1904. Sie sind Zeugen dafür, dass auch die Wasserkraft von Bächen einmal der Energieerzeugung diente, um Kornmühlen zu betreiben.

## Trivia
In dem Song "Delmenhorst" der Band Element of Crime kommen im Refrain die Textzeilen "Hinter Huchting ist ein Graben, der ist weder breit noch tief" sowie "Hinter Huchting ist ein Graben, der in die Ochtum sich ergießt" vor. Hiermit ist der Klosterbach bzw. die Varreler Bäke gemeint. 